# Хронологія сімейства Apple II
У цій хронології моделей сімейства Apple II перелічено всі основні типи комп'ютерів Apple II, вироблені Apple Computer, за датою випуску. Apple I і Apple III також включені, хоча вони не входять до серії Apple II через їх унікальну роль у лінійці продуктів Apple тієї епохи.

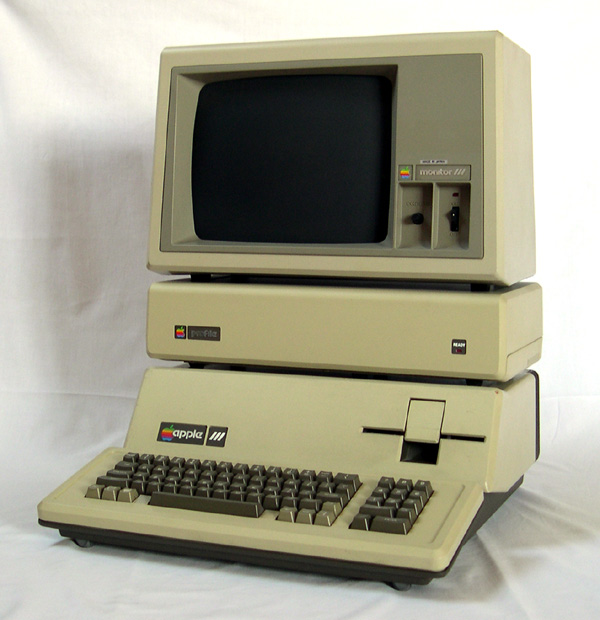
Apple III

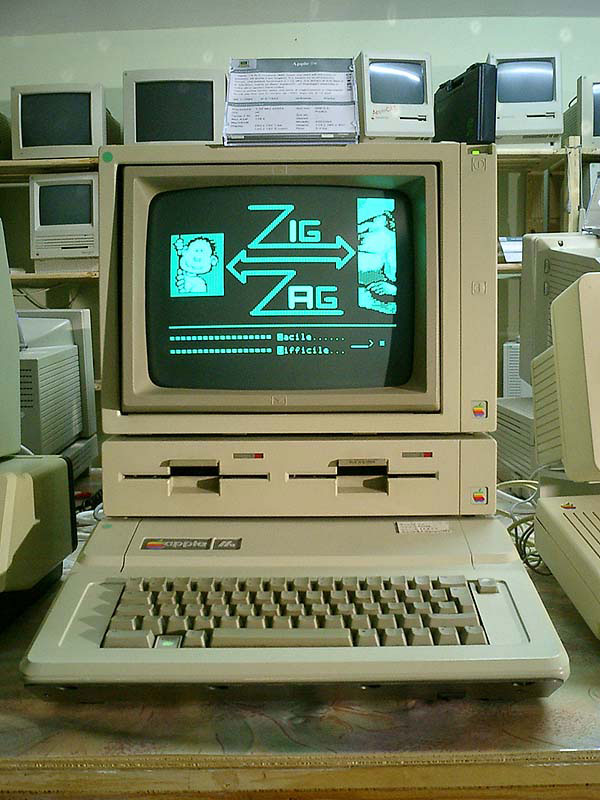
Apple IIe

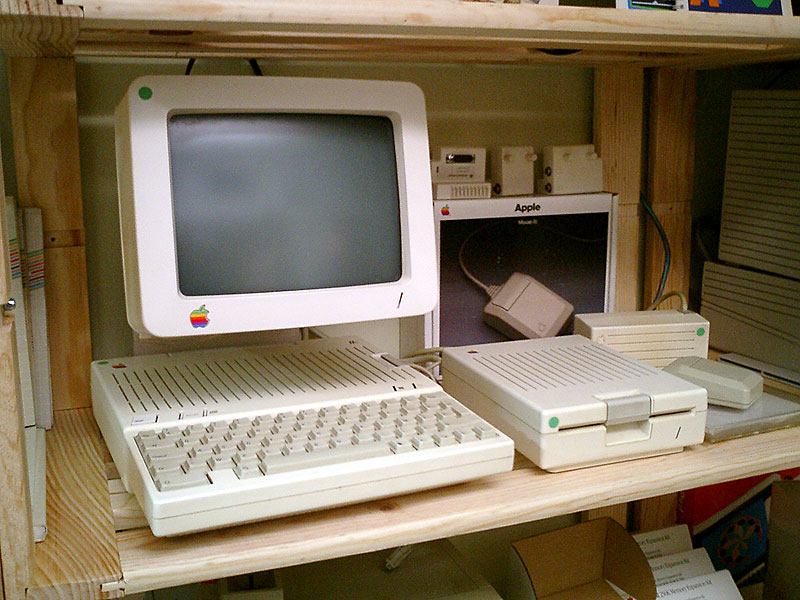
Apple IIc

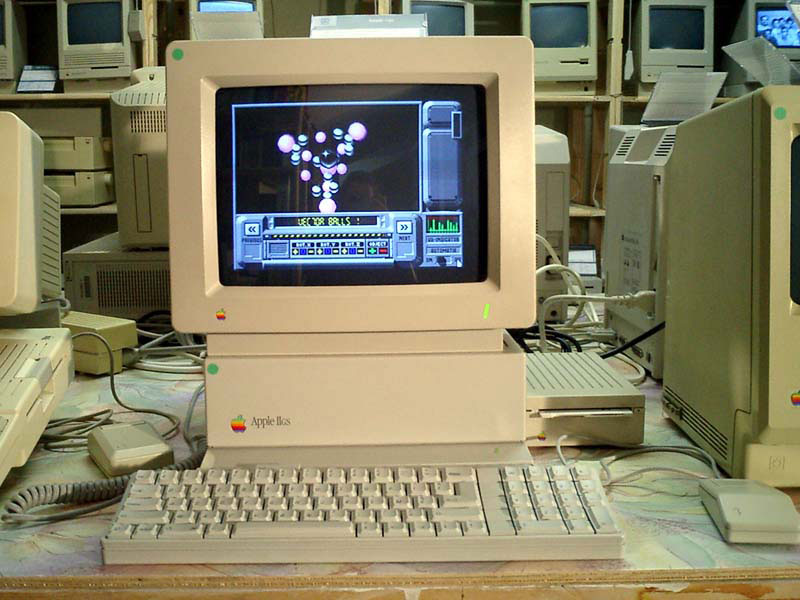
Apple IIGS

| Рік  | Випущено  | Модель                     | Сімейство | Процесор | Знято з виробництва |
| ---- | --------- | -------------------------- | --------- | -------- | ------------------- |
| 1976 | 11 квітня | Apple I                    | Apple I   | 6502     | 30 вересня 1977     |
| 1977 | 16 квітня | Apple II                   | Apple II  | 6502     | 1 червня 1979       |
| 1979 | 1 червня  | Apple II Plus              | Apple II  | 6502     | 1 грудня 1982       |
| 1979 | 1 червня  | Apple II EuroPlus          | Apple II  | 6502     | 1 грудня 1982       |
| 1979 | 1 червня  | Apple II J-Plus            | Apple II  | 6502     | 1 грудня 1982       |
| 1979 | 1 червня  | Bell & Howell              | Apple II  | 6502     | 1 грудня 1982       |
| 1980 | 19 травня | Apple III                  | Apple III | 6502A    | 1 грудня 1981       |
| 1981 | 1 грудня  | Apple III Revised          | Apple III | 6502A    | 1 грудня 1983       |
| 1983 | 1 січня   | Apple IIe                  | Apple II  | 6502     | 1 березня 1985      |
| 1983 | 1 квітня  | Apple IIc                  | Apple II  | 65C02    | 1 вересня 1986      |
| 1983 | 1 грудня  | Apple III Plus             | Apple III | 6502A    | 1 квітня 1984       |
| 1985 | 1 березня | Apple IIe Enhanced         | Apple II  | 65C02    | 1 січня 1987        |
| 1986 | 1 вересня | Apple IIGS                 | Apple II  | 65C816   | 1 жовтня 1989       |
| 1986 | 1 вересня | Apple IIc Memory Expansion | Apple II  |          | 1 вересня 1988      |
| 1987 | 1 липня   | Apple IIe Platinum         | Apple II  | 65C02    | 1 листопада 1993    |
| 1988 | 1 вересня | Apple IIc Plus             | Apple II  | 65C02    | 1 вересня 1990      |
| 1989 | 1 жовтня  | Apple IIGS (1 MB, ROM 3)   | Apple II  | 65C816   | 1 грудня 1992       |
| 1991 | 1 березня | Apple IIe Card             | Apple II  | 65C02    | 1 травня 1995       |